# Искра жизни
«И́скра жи́зни» (нем. Der Funke Leben) — роман Эриха Марии Ремарка, вышедший в 1952 году. Посвящён сестре писателя Эльфриде Шольц.

## Посвящение
У писателя было две сестры — Эрна и Эльфрида. Младшая, Эльфрида Ремарк (родилась 25 марта 1903 года) выйдя замуж, носила фамилию мужа — Шольц. После начала войны она осталась в Германии, в 1943 году была арестована за антивоенные и антигитлеровские высказывания. На суде она была признана виновной и 16 декабря того же года казнена путём гильотинирования. Эрне Ремарк был выставлен счёт на оплату содержания Эльфриды в тюрьме, судопроизводство и саму казнь, на сумму 495 марок и 80 пфеннигов, которую требовалось перевести на соответствующий банковский счёт в течение недели. Согласно существующим свидетельствам, судья заявил ей: «Ваш брат, к несчастью, скрылся от нас, но вам не уйти». После войны Ремарк узнал о смерти Эльфриды, а публикуя в 1952 году роман «Искра жизни», он посвятил его ей.

## Сюжет
Действие романа происходит в конце войны, Германия, в концлагере близ вымышленного города Меллерн. Большинство пленников отказываются от надежды когда-нибудь оказаться на свободе. Но есть те, кто ещё верит в спасение. И это даёт им силы жить и мечтать о будущем. Ведь пока в них теплится искра жизни, они чувствуют себя людьми…
В действительности такого лагеря не существовало, но при его описании Ремарк взял за основу данные о Бухенвальде. За основу же города Меллерн был взят его родной город Оснабрюк. Сам Ремарк в концлагере никогда не был, но при написании романа использовал официальные отчеты и свидетельства очевидцев.

## История создания
В этом романе Ремарк впервые обратился к теме, в разработке которой не мог опереться на личный опыт. Концепция книги была готова в 1944 году, а к работе над ней он приступил в июле 1946 года после завершения эссе «О практической воспитательной работе в послевоенной Германии», когда ему стало известно о казни сестры. В процессе пятилетней работы Ремарк осознал, что нарушил табу на подобные темы, действовавшее в тогдашней ФРГ (о чём он позже также отзывался в неоконченном романе «Тени в раю»). После ознакомления с рукописью швейцарское издательство «Шерц» расторгло договор с писателем. Новый издатель Й. К. Вич, несмотря на первоначальный оптимизм, был вынужден констатировать, что книга продавалась с трудом и получила единодушно отрицательные отзывы литературной критики в ФРГ, однако реакция бывших жертв нацизма была позитивной. В связи с этим автор выпустил несколько предисловий, прояснявших концепцию и проработку темы романа.